# Clarksburg (Pensilvania)
Clarksburg es un área no incorporada ubicada en el condado de Indiana en el estado estadounidense de Pensilvania.

## Geografía
Clarksburg se encuentra ubicado en las coordenadas 40°32′01″N 79°22′55″O / 40.53361, -79.38194. 